# Igor Tchougaïnov
Igor Valerievitch Tchougaïnov (en russe : Игорь Валерьевич Чугайнов), né le 6 avril 1970 à Moscou, est un footballeur soviétique et russe. Depuis 2003, il s'est reconverti dans une carrière d'entraîneur.

## Biographie

### Carrière d'entraîneur
Peu après la fin de sa carrière, Tchougaïnov intègre en 2003 l'encadrement technique de la sélection russe, officiant à la fois comme adjoint de l'équipe A et comme entraîneur principal des moins de 19 ans jusqu'en 2006. Il entraîne par la suite les équipes de jeunes du Zénith Saint-Pétersbourg à partir de cette dernière année, puis l'équipe réserve du club lors de la saison 2007. Il devient par la suite entraîneur de la réserve du FK Khimki en début d'année 2009 avant d'être promu à la tête de l'équipe première au mois de septembre pour la fin de la saison 2009, concédant huit défaites en huit matchs de championnat tandis que le club termine largement dernier de la première division.
Reprenant par la suite son poste à la tête de la réserve en début d'année 2010, il rejoint au mois de juillet le Torpedo Moscou en tant qu'entraîneur assistant de Sergueï Pavlov. Il est cependant promu dès le mois suivant à la tête de l'équipe après le renvoi de Pavlov. Il amène par la suite le Torpedo à la première place du groupe Centre de la troisième division. Après avoir mené le club à la septième place du deuxième échelon lors de la première phase de la saison 2011-2012, les mauvais résultats de l'équipe lors de la deuxième phase le rende très vite inapte à jouer montée dans l'élite et amène au renvoi de Tchougaïnov au mois d'avril 2012.
Engagé par la suite par le Sokol Saratov en troisième division dès le mois de juin suivant, il amène dans un premier temps l'équipe à la troisième place du groupe Centre lors de la saison 2012-2013 avant de finir aisément premier lors de l'exercice suivant pour accéder au deuxième échelon. Après une douzième position en 2014-2015, Tchougaïnov quitte finalement le club en juin 2015 après trois ans de service. Par la suite inactif pendant deux ans, il reprend du service en juin 2017 en tant qu'adjoint de Khasanbi Bidjiev dans un premier temps au Spartak Naltchik jusqu'en septembre 2017 avant de le suivre à l'Avangard Koursk le même mois, où les deux restent jusqu'à l'issue de la saison 2017-2018. Il redevient par la suite entraîneur principal en prenant la tête du Sibir Novossibirsk en septembre 2018. Il ne peut cependant empêcher la relégation de l'équipe de la deuxième division à l'issue de l'exercice 2018-2019, affichant un bilan de cinq victoires et neuf matchs nuls en vingt-quatre matchs. Le club est par la suite dissous et remplacé par une nouvelle équipe nommée le FK Novossibirsk, dont Tchougaïnov devient le premier entraîneur, avant de s'en aller en fin d'année 2019 alors que l'équipe se classe troisième de son groupe de troisième division.

## Statistiques

### Statistiques de joueur
| Saison                | Club                    | Championnat           | Championnat | Championnat | Coupe(s) nationale(s) | Coupe(s) nationale(s) | Compétition(s) continentale(s) | Compétition(s) continentale(s) | Compétition(s) continentale(s) | Total | Total |
| Saison                | Club                    | Division              | M.          | B.          | M.                    | B.                    | Comp.                          | M.                             | B.                             | M.    | B.    |
| 1987                  | Torpedo Moscou          | D1                    | 2           | 0           | 4                     | 0                     | -                              | -                              | -                              | 6     | 0     |
| 1988                  | Torpedo Moscou          | D1                    | -           | -           | 2                     | 0                     | -                              | -                              | -                              | 2     | 0     |
| 1989                  | Torpedo Moscou          | D1                    | 1           | 0           | 3                     | 0                     | -                              | -                              | -                              | 4     | 0     |
| 1991                  | Torpedo Moscou          | D1                    | 28          | 2           | 5                     | 2                     | C3+C3                          | 2+4                            | 0+1                            | 39    | 5     |
| 1992                  | Torpedo Moscou          | D1                    | 26          | 8           | 2                     | 0                     | C3                             | 4                              | 0                              | 32    | 8     |
| 1993                  | Torpedo Moscou          | D1                    | 31          | 5           | 4                     | 0                     | C2                             | 2                              | 0                              | 37    | 5     |
| Sous-total            | Sous-total              | Sous-total            | 88          | 15          | 20                    | 2                     | -                              | 12                             | 1                              | 120   | 18    |
| 1990                  | Lokomotiv Moscou (prêt) | D2                    | 38          | 7           | 3                     | 0                     | -                              | -                              | -                              | 41    | 7     |
| 1994                  | Lokomotiv Moscou        | D1                    | 22          | 2           | 3                     | 0                     | -                              | -                              | -                              | 25    | 2     |
| 1995                  | Lokomotiv Moscou        | D1                    | 30          | 1           | 3                     | 0                     | C3                             | 2                              | 0                              | 35    | 1     |
| 1996                  | Lokomotiv Moscou        | D1                    | 32          | 2           | 4                     | 1                     | C2                             | 4                              | 0                              | 40    | 3     |
| 1997                  | Lokomotiv Moscou        | D1                    | 33          | 1           | 5                     | 0                     | C2                             | 4                              | 0                              | 42    | 1     |
| 1998                  | Lokomotiv Moscou        | D1                    | 30          | 4           | 5                     | 0                     | C2+C2                          | 4+4                            | 1+1                            | 43    | 6     |
| 1999                  | Lokomotiv Moscou        | D1                    | 29          | 4           | 1                     | 2                     | C2+C3                          | 4+6                            | 1+2                            | 40    | 9     |
| 2000                  | Lokomotiv Moscou        | D1                    | 30          | 3           | 5                     | 2                     | C1+C3                          | 2+6                            | 0+1                            | 43    | 6     |
| 2001                  | Lokomotiv Moscou        | D1                    | 28          | 2           | 4                     | 0                     | C1                             | 8                              | 0                              | 40    | 2     |
| Sous-total            | Sous-total              | Sous-total            | 272         | 26          | 33                    | 5                     | -                              | 44                             | 6                              | 349   | 37    |
| 2002                  | Ouralan Elista          | D1                    | 27          | 2           | 1                     | 0                     | -                              | -                              | -                              | 28    | 2     |
| Total sur la carrière | Total sur la carrière   | Total sur la carrière | 385         | 43          | 54                    | 7                     | -                              | 56                             | 7                              | 495   | 57    |

### Statistiques d'entraîneur
| FK Khimki          | 21 septembre 2009 | 21 décembre 2009 | 8   | 0  | 0  | 8  | 0,0  |
| Torpedo Moscou     | 17 août 2010      | 5 avril 2012     | 65  | 24 | 23 | 18 | 36,9 |
| Sokol Saratov      | 5 juin 2012       | 3 juin 2015      | 110 | 52 | 30 | 28 | 47,3 |
| Sibir Novossibirsk | 28 septembre 2018 | 14 juin 2019     | 24  | 5  | 9  | 10 | 20,8 |
| FK Novossibirsk    | 14 juin 2019      | 20 décembre 2019 | 13  | 5  | 2  | 6  | 38,5 |
| Total              | Total             | Total            | 220 | 86 | 64 | 70 | 39,1 |

## Palmarès

### Palmarès de joueur
Torpedo Moscou
- Vainqueur de la Coupe de Russie en 1993.

 Lokomotiv Moscou
- Vice-champion de Russie en 1995, 1999, 2000 et 2001
- Vainqueur de la Coupe de Russie en 1996, 1997, 2000 et 2001.

### Palmarès d'entraîneur
Torpedo Moscou
- Vainqueur du groupe Centre de la troisième division en 2010.

 Sokol Saratov
- Vainqueur du groupe Centre de la troisième division en 2014.